# Precis kuala
Precis kuala är en fjärilsart som beskrevs av Heslop 1959. Precis kuala ingår i släktet Precis och familjen praktfjärilar. Inga underarter finns listade i Catalogue of Life.